# Lowell (Maine)
Lowell es un pueblo ubicado en el condado de Penobscot en el estado estadounidense de Maine. En el Censo de 2010 tenía una población de 358 habitantes y una densidad poblacional de 3,44 personas por km².

## Geografía
Lowell se encuentra ubicado en las coordenadas 45°12′51″N 68°30′27″O / 45.21417, -68.50750. Según la Oficina del Censo de los Estados Unidos, Lowell tiene una superficie total de 104.18 km², de la cual 99.17 km² corresponden a tierra firme y (4.81%) 5.01 km² es agua.

## Demografía
Según el censo de 2010, había 358 personas residiendo en Lowell. La densidad de población era de 3,44 hab./km². De los 358 habitantes, Lowell estaba compuesto por el 97.21% blancos, el 0% eran afroamericanos, el 0% eran amerindios, el 0.84% eran asiáticos, el 0% eran isleños del Pacífico, el 0.28% eran de otras razas y el 1.68% pertenecían a dos o más razas. Del total de la población el 0.28% eran hispanos o latinos de cualquier raza.